# Línea N204 (Interurbanos Madrid)
La línea N204 de la red de autobuses interurbanos de Madrid une el área intermodal de Canillejas con los municipios de Paracuellos de Jarama, Ajalvir y Daganzo de Arriba.

## Características
Esta línea nocturna une los municipios arriba mencionados con el área intermodal de Canillejas, realizando la mayoría de las paradas entre Madrid y Paracuellos de Jarama que recorren las líneas 211, 212 y 256 de día. De hecho, su recorrido es casi idéntico a la versión reducida de la línea 256 hasta Daganzo de Arriba.
En su horario normal de noches de domingo a jueves y festivos, el servicio se presta con un único coche circulando toda la noche, siendo la única línea que comunica estos municipios. En su horario de noches de viernes y vísperas de festivos el servicio se realiza con dos coches, uno de ellos comenzando excepcionalmente en Daganzo de Arriba a la vez que el primer servicio que sale desde Madrid, además del último servicio de la noche finalizando en Daganzo de Arriba.
Creada el 31 de enero de 2020, absorbió casi todos los antiguos recorridos nocturnos que tenían las líneas 211 y 212 que daban servicio a Paracuellos de Jarama. Además, se prolongó el servicio para recorrer Ajalvir y Daganzo de Arriba.
Se trata de una línea completamente circular, no poseyendo una cabecera para las expediciones de vuelta (exceptuando los servicios que comienza o terminan en Daganzo de Arriba). Al llegar aproximadamente a la Calle del Niño los carteles electrónicos cambian denotando así que la línea vuelve a Madrid.
La línea mantiene los mismos horarios todo el año (exceptuando las vísperas de festivo y festivos de Navidad). 
Está operada por la empresa ALSA mediante la concesión administrativa VCM-203 - Madrid - Paracuellos de Jarama - Valdeavero (Viajeros Comunidad de Madrid) del Consorcio Regional de Transportes de Madrid.
1. ↑  «Amplíamos la red de líneas nocturnas en todos los municipios de más de 10.000 habitantes». www.comunidad.madrid. Consultado el 17 de diciembre de 2023.
2. ↑  «A partir del 31 de enero comienza a funcionar la línea nocturna N204 entre Paracuellos y Madrid». www.paracuellosdejarama.es. Consultado el 26 de marzo de 2024.
3. ↑  ALSA. «Servicio de autobuses de la Comunidad de Madrid». Consultado el 25 de diciembre de 2022.

### Sublíneas
Aquí se recogen todas las distintas sublíneas que ha tenido la línea N204. La denominación de sublíneas que utiliza el CRTM es la siguiente:
- Número de línea (N204)
- Sentido de circulación (1 ida, 2 vuelta)
- Número de sublínea

Por ejemplo, la sublínea N204102 corresponde a la línea N204, sentido 1 (ida) y el número 02 de numeración de sublíneas creadas hasta la fecha.
| Ida     | Ruta | Itinerario                | Vuelta  | Ruta                            | Itinerario                      |
| N204101 | -    | Madrid - Daganzo - Madrid | N204201 | No existe la ruta "-" de vuelta | No existe la ruta "-" de vuelta |
| N204102 | d    | Madrid - Daganzo          | N204202 | d                               | Daganzo - Madrid                |

## Horarios
NOTA: A menos de que se indique lo contrario, los horarios de "vuelta" son el paso aproximado por la Calle del Niño ya que se trata de una línea circular. Solo algunos servicios comienzan su recorrido en dicha calle con una hora de salida fija y programada.
| Noches de domingo a jueves y festivos | Noches de domingo a jueves y festivos | Noches de viernes, sábados y vísperas de festivo | Noches de viernes, sábados y vísperas de festivo |
| Madrid > Daganzo                      | Daganzo > Madrid                      | Madrid > Daganzo                                 | Daganzo > Madrid                                 |
| 00:00                                 | 00:50                                 |                                                  | 00:00                                            |
| 02:00                                 | 02:50                                 | 00:00                                            | 00:50                                            |
| 04:00                                 | 04:50                                 | 01:00                                            | 01:50                                            |
|                                       |                                       | 02:00                                            | 02:50                                            |
| 03:00                                 | 03:50                                 |                                                  |                                                  |
| 04:00                                 | 04:50                                 |                                                  |                                                  |
| 05:00                                 | 05:50                                 |                                                  |                                                  |

1. 1 2  Horarios de paso APROXIMADO por la Calle del Niño
2. ↑  Desde Daganzo de Arriba
3. 1 2  Hasta Daganzo de Arriba, no vuelve a Madrid

Paso por la Calle del Niño (Daganzo de Arriba) aproximadamente 50 minutos después de su salida de Madrid. Duración del recorrido circular completo aproximadamente 1 hora y 40 minutos.

## Recorrido y paradas
La línea comienza su recorrido en el área intermodal de Canillejas. En la rotonda del cruce con la A-2, toma la Avenida de Logroño, que recorre entera pasando por los parques Juan Carlos I y El Capricho, así como con el metro de Barajas, donde tiene conexión con la 8. Una vez llegado al final de la avenida, toma la carretera M-111 y atraviesa el túnel que va por debajo de la pista de aterrizaje y despegue del aeropuerto. 
Al llegar al final del túnel, en el cruce con la carretera M-113, coge esta última al seguir recto y sube la montaña usando esta vía, hasta llegar al casco urbano de Paracuellos de Jarama, habiendo hecho previamente algunas paradas en ciertas zonas residenciales. En Paracuellos, recorre la Calle Real y el Paseo del Radar, para posteriormente incorporarse hasta la Avenida de los Charcos. Después, gira dos veces a la izquierda para tomar la Avenida Juan Pablo II. En el final de esta calle, gira a la derecha para tomar la Avenida del Príncipe de Asturias, que recorre hasta el final para regresar a la M-113, cruzando la R-2 y llegando a Ajalvir. Pasa por la carretera de Daganzo y sale de Ajalvir.
Entra a Daganzo de Arriba por la carretera de Ajalvir, y se desvía para llegar a la Calle del Niño. Es en este punto donde comienza el circuito neutralizado de la línea: sigue el Camino de Fresno de Torote y toma la Avenida de la Circunvalación, así como la calle Valdidueñas, girando a la derecha para coger la Avenida del Conde de Coruña y la Carretera de Cobeña. Aquí acaba el circuito neutralizado pues llega a la glorieta de Alcalá y coge la carretera de Ajalvir de nuevo, y a partir de aquí el recorrido de la vuelta es idéntico al de la ida. Algunos servicios comienzan su recorrido en la Calle del Niño, el resto pasan por ella sin detenerse, cambiando simplemente en cartel electrónico hacia Madrid. Algunos servicios finalizan su recorrido en la Carretera de Cobeña tras recorrer todo el casco urbano.
| Código | Zona | Localidad             | Denominación                                                  | Ubicación                             | Líneas de la parada                          | Metro      |
| --- | ---- | --------------------- | ------------------------------------------------------------- | ------------------------------------- | -------------------------------------------- | ---------- |
| 18095 |      | Madrid                | Canillejas - Área Intermodal                                  | Calle de Josefa Valcárcel Nº152       | 18095 A 212 256 N204 18095 B 211 18095 C 213 | Canillejas |
| 07324 |      | Madrid                | Avenida de Logroño - Paseo de la Alameda de Osuna             | Avenida de Logroño Nº6A               | 211 212 213 256 827 828 N204                 |            |
| 07325 |      | Madrid                | Avenida de Logroño - Calle de los Jardines de Aranjuez        | Avenida de Logroño Nº36               | 211 212 213 256 827 N204                     |            |
| 07326 |      | Madrid                | Avenida de Logroño - Parque de El Capricho                    | Avenida de Logroño Nº40B              | 211 212 213 256 827 N204                     |            |
| 07327 |      | Madrid                | Avenida de Logroño - Alameda de Osuna                         | Avenida de Logroño Nº189              | 211 212 213 256 827 N204                     |            |
| 4922 |      | Madrid                | Avenida de Logroño - Calle de Tintín y Milú                   | Avenida de Logroño Nº227C             | 105 112 115 N4 211 212 213 256 827 N204      |            |
| 1313 |      | Madrid                | Avenida de Logroño - Calle del Marqués de Berna               | Avenida de Logroño Nº243              | 105 112 115 N4 211 212 213 256 827 N204      |            |
| 1315 |      | Madrid                | Avenida de Logroño - Calle de Ariadna                         | Avenida de Logroño Nº96               | 105 115 166 N4 211 212 213 256 827 N204      |            |
| 1321 |      | Madrid                | Avenida de Logroño - Calle de Algemesí                        | Avenida de Logroño Nº130              | 105 115 166 N4 211 212 213 256 827 N204      |            |
| 07333 |      | Madrid                | Avenida de Logroño - Plaza de Pajarones                       | Avenida de Logroño Nº162              | 211 212 213 256 263 827 N204                 | Barajas    |
| 07335 |      | Madrid                | Carretera M-111 - Depuradora de Valdebebas                    | M-111 km. 3                           | 211 212 213 256 263 N204                     |            |
| 07336 |      | Paracuellos de Jarama | Carretera M-113 - Residencial Jarama                          | M-113 km. 0,1                         | 210 211 212 213 256 N204                     |            |
| 07337 |      | Paracuellos de Jarama | Carretera M-113 - Residencial Nuevo Amanecer                  | M-113 km. 0,5                         | 210 211 212 213 256 N204                     |            |
| 07338 |      | Paracuellos de Jarama | Carretera M-113 - Navegación Aérea                            | M-113 km. 1,2                         | 210 211 212 213 256 N204                     |            |
| 15767 |      | Paracuellos de Jarama | Calle Real - Calle Atarre                                     | Calle Real Nº25                       | 210 211 212 213 256 N204 1 2                 |            |
| 11967 |      | Paracuellos de Jarama | Paseo del Radar - Avenida de Andalucía                        | Paseo del Radar Nº2A                  | 210 212 215 N204 1 2                         |            |
| 17299 |      | Paracuellos de Jarama | Paseo del Radar - Calle de Extremadura                        | Paseo del Radar Nº36                  | 210 212 215 N204                             |            |
| 17292 |      | Paracuellos de Jarama | Avenida de los Charcos - Plaza de los Deportes                | Avenida de los Charcos Nº1            | 210 212 215 N204                             |            |
| 17290 |      | Paracuellos de Jarama | Avenida de los Charcos - Calle Río Torote                     | Avenida de los Charcos Nº1            | 210 212 215 N204                             |            |
| 17288 |      | Paracuellos de Jarama | Avenida de los Charcos - Paseo de las Camelias                | Avenida de los Charcos Nº1            | 210 212 215 N204                             |            |
| 20232 |      | Paracuellos de Jarama | Avenida de los Charcos - Avenida Valdediego                   | Avenida de los Charcos Nº97           | N204 1 2                                     |            |
| 17277 |      | Paracuellos de Jarama | Avenida de Circunvalación - Avenida de los Charcos            | Avenida de Circunvalación Nº319       | 210 212 N204 1 2                             |            |
| 17280 |      | Paracuellos de Jarama | Avenida de Circunvalación - Calle Nuestra Señora de Belvis    | Avenida de Circunvalación Nº351       | 210 212 N204 1 2                             |            |
| 17282 |      | Paracuellos de Jarama | Avenida de Juan Pablo II - Calle Los Andes                    | Avenida de Juan Pablo II Nº53         | 210 212 N204 1 2                             |            |
| 17283 |      | Paracuellos de Jarama | Avenida de Juan Pablo II - Avenida Valdediego                 | Avenida de Juan Pablo II Nº35         | 210 212 N204 1 2                             |            |
| 17285 |      | Paracuellos de Jarama | Avenida de Juan Pablo II - Paseo de las Camelias              | Avenida de Juan Pablo II Nº28         | 210 212 N204 1 2                             |            |
| 16444 |      | Paracuellos de Jarama | Avenida de Juan Pablo II - Calle Picos de Europa              | Avenida de Juan Pablo II Nº25         | N204 1 2                                     |            |
| 16442 |      | Paracuellos de Jarama | Avenida de Juan Pablo II - Avenida del Príncipe de Asturias   | Avenida de Juan Pablo II Nº1          | N204 1 2                                     |            |
| 20029 |      | Paracuellos de Jarama | Avenida del Príncipe de Asturias - Avenida Consistorial       | Avenida del Príncipe de Asturias Nº34 | 215 256 N204                                 |            |
| 20030 |      | Paracuellos de Jarama | Avenida del Príncipe de Asturias - Avenida de los Hoyos       | Avenida del Príncipe de Asturias Nº94 | 215 256 N204                                 |            |
| 10084 |      | Ajalvir               | Carretera de Daganzo - Carretera de Cobeña                    | M-113 Nº4                             | 215 251 252 254 256 FS2 N204                 |            |
| 15773 |      | Ajalvir               | Ajalvir - Carretera de Daganzo                                | M-113 km. 8,6                         | 215 251 252 254 256 FS2 N204                 |            |
| 12103 |      | Ajalvir               | Carretera de Daganzo - Urbanización La Ermita                 | M-113 km. 9                           | 215 251 252 254 256 FS2 N204                 |            |
| 09532 |      | Daganzo de Arriba     | Carretera de Ajalvir - Polígono Industrial Gitesa             | M-113 km. 10,1                        | 251 252 254 256 FS2 N204                     |            |
| 07404 |      | Daganzo de Arriba     | Daganzo de Arriba - Glorieta de Alcalá                        | M-113 km. 10,6                        | 251 252 254 256 FS2 N204                     |            |
| A partir de aquí comienza el servicio de vuelta, y se cambian los carteles electrónicos hacia Madrid. La hora de paso por esta parada es aproximadamente 50 minutos después de salir de Madrid. |      |                       |                                                               |                                       |                                              |            |
| Algunos servicios comienzan aquí su recorrido con una hora fija y programada. |      |                       |                                                               |                                       |                                              |            |
| 12628 |      | Daganzo de Arriba     | Calle del Niño - Plaza del Mesón de la Fuente                 | Calle del Niño Nº1                    | 251 252 256 N204                             |            |
| 20261 |      | Daganzo de Arriba     | Camino de Fresno de Torote - Calle de Oriente                 | Camino de Fresno de Torote Nº6        | 251 252 256 N204                             |            |
| 20365 |      | Daganzo de Arriba     | Calle de José Luis Garci - Calle de Carmen Amaya              | Calle de José Luis Garci Nº6A         | 251 252 256 N204                             |            |
| 20262 |      | Daganzo de Arriba     | Avenida de la Circunvalación - Calle de Oriente               | Avenida de la Circunvalación S/Nº     | 251 252 256 N204                             |            |
| 17273 |      | Daganzo de Arriba     | Avenida de la Circunvalación - Avenida de las Lomas           | Avenida de la Circunvalación Nº7      | 251 252 256 N204                             |            |
| 17274 |      | Daganzo de Arriba     | Calle Valdidueñas - Parque Lomas Altas                        | Calle Valdidueñas Nº40                | 251 252 256 N204                             |            |
| 15550 |      | Daganzo de Arriba     | Avenida del Conde de Coruña - Calle Valdidueñas               | Avenida del Conde de Coruña Nº89      | 251 252 256 N204                             |            |
| 15551 |      | Daganzo de Arriba     | Carretera de Cobeña - Calle de los Hermanos Álvarez Quintero  | M-118 km. 4,4                         | 251 252 256 N204                             |            |
| Algunos servicios finalizan aquí su recorrido |      |                       |                                                               |                                       |                                              |            |
| 07403 |      | Daganzo de Arriba     | Daganzo de Arriba - Glorieta de Alcalá                        | M-113 km. 10,6                        | 251 252 254 256 FS2 N204                     |            |
| 09533 |      | Daganzo de Arriba     | Carretera de Ajalvir - Polígono Industrial Gitesa             | M-113 km. 10                          | 251 252 254 256 FS2 N204                     |            |
| 12104 |      | Ajalvir               | Carretera de Daganzo - Ermita de San Roque                    | M-113 km. 9                           | 215 251 252 254 256 FS2 N204                 |            |
| 15657 |      | Ajalvir               | Ajalvir - Carretera de Daganzo                                | M-113 Nº27                            | 215 251 252 254 256 FS2 N204                 |            |
| 09008 |      | Ajalvir               | Carretera de Daganzo - Carretera de Cobeña                    | M-113 Nº1                             | 215 251 252 254 256 FS2 N204                 |            |
| 20031 |      | Paracuellos de Jarama | Avenida del Príncipe de Asturias - Avenida de la Reyerta      | Avenida del Príncipe de Asturias Nº87 | 215 256 N204                                 |            |
| 20028 |      | Paracuellos de Jarama | Avenida del Príncipe de Asturias - Avenida Sombra de la Torre | Avenida del Príncipe de Asturias Nº34 | 215 256 N204                                 |            |
| 16443 |      | Paracuellos de Jarama | Avenida de Juan Pablo II - Calle del Mar Caspio               | Avenida de Juan Pablo II Nº4          | N204 1 2                                     |            |
| 16445 |      | Paracuellos de Jarama | Avenida de Juan Pablo II - Paseo de las Camelias              | Paseo de las Camelias S/Nº            | N204 1 2                                     |            |
| 17286 |      | Paracuellos de Jarama | Avenida de Juan Pablo II - Calle Gaspar de Morales            | Avenida de Juan Pablo II Nº28         | 210 212 N204 1 2                             |            |
| 17284 |      | Paracuellos de Jarama | Avenida de Juan Pablo II - Avenida Valdediego                 | Avenida de Juan Pablo II Nº44         | 210 212 N204 1 2                             |            |
| 17279 |      | Paracuellos de Jarama | Avenida de Circunvalación - Calle Nuestra Señora de Belvis    | Avenida de Circunvalación Nº351       | 210 212 N204 1 2                             |            |
| 17278 |      | Paracuellos de Jarama | Avenida de Circunvalación - Avenida de los Charcos            | Avenida de Circunvalación Nº321       | 210212N204 1 2                               |            |
| 20231 |      | Paracuellos de Jarama | Avenida de los Charcos - Avenida Valdediego                   | Avenida de los Charcos Nº91           | N204 1 2                                     |            |
| 17287 |      | Paracuellos de Jarama | Avenida de los Charcos - Paseo de las Camelias                | Avenida de los Charcos Nº1            | 210 212 215 N204                             |            |
| 17291 |      | Paracuellos de Jarama | Avenida de los Charcos - Plaza de los Deportes                | Avenida de los Charcos Nº1            | 210 212 215 N204                             |            |
| 17298 |      | Paracuellos de Jarama | Paseo del Radar - Calle de Extremadura                        | Paseo del Radar Nº35                  | 210 212 215 N204                             |            |
| 11966 |      | Paracuellos de Jarama | Paseo del Radar - Calle de Murcia                             | Paseo del Radar Nº2A                  | 210 212 215 N204 1 2                         |            |
| 15766 |      | Paracuellos de Jarama | Calle Real - Calle Ronda de las Cuestas                       | Calle Ronda de las Cuestas Nº2        | 210 211 212 213 256 N204                     |            |
| 07342 |      | Paracuellos de Jarama | Carretera M-113 - Navegación Aérea                            | M-113 km. 1,3                         | 210 211 212 213 256 N204                     |            |
| 07343 |      | Paracuellos de Jarama | Carretera M-113 - Residencial Nuevo Amanecer                  | M-113 km. 0,8                         | 210 211 212 213 256 N204                     |            |
| 07344 |      | Paracuellos de Jarama | Carretera M-113 - Residencial Jarama                          | M-113 km. 0,1                         | 210 211 212 213 256 N204                     |            |
| 07361 |      | Madrid                | Carretera M-111 - Depuradora de Valdebebas                    | M-111 km. 3                           | 211 212 213 256 263 N204                     |            |
| 07363 |      | Madrid                | Avenida de Logroño - Estación de Barajas                      | Avenida de Logroño Nº162              | 211 212 213 827 N204                         | Barajas    |
| 1322 |      | Madrid                | Avenida de Logroño - Calle de Algemesí                        | Avenida de Logroño Nº323              | 105 115 166 N4 211 212 213 256 827 N204      |            |
| 1316 |      | Madrid                | Avenida de Logroño - Calle de Ariadna                         | Avenida de Logroño Nº303              | 105 115 166 N4 211 212 213 256 827 N204      |            |
| 1314 |      | Madrid                | Avenida de Logroño - Calle del Marqués de Berna               | Avenida de Logroño Nº243              | 105 112 115 N4 211 212 213 256 827 N204      |            |
| 4921 |      | Madrid                | Avenida de Logroño - Calle de Benifayó                        | Avenida de Logroño Nº225              | 105 112 115 N4 211 212 213 256 827 N204      |            |
| 07384 |      | Madrid                | Avenida de Logroño - Alameda de Osuna                         | Avenida de Logroño Nº179              | 211 212 213 256 827 N204                     |            |
| 07385 |      | Madrid                | Avenida de Logroño - Parque de El Capricho                    | Avenida de Logroño Nº40A              | 211 212 213 256 827 N204                     |            |
| 07386 |      | Madrid                | Avenida de Logroño - Calle de los Jardines de Aranjuez        | Avenida de Logroño Nº34               | 211 212 213 256 827 N204                     |            |
| 07396 |      | Madrid                | Avenida de Logroño - Paseo de la Alameda de Osuna             | Avenida de Logroño Nº29               | 165 211 212 213 256 827 828 N204             |            |
| 18095 |      | Madrid                | Canillejas - Área Intermodal                                  | Calle de Josefa Valcárcel Nº152       | 18095 A 212 256 N204 18095 B 211 18095 C 213 | Canillejas |

1. ↑  A efectos de nomenclatura, para las líneas de la EMT esta parada se llama Avenida de Logroño - Polideportivo
2. ↑  A efectos de nomenclatura, para las líneas de la EMT esta parada se llama Avenida de Logroño - Calle de San Severo
3. 1 2  Sólo permite el descenso de viajeros
4. ↑  A efectos de nomenclatura, para las líneas de la EMT esta parada se llama Avenida de Logroño - Polideportivo
5. ↑  A efectos de nomenclatura, para las líneas de la EMT esta parada se llama Avenida de Logroño - Calle de San Severo
6. ↑  A efectos de nomenclatura, para las líneas de la EMT esta parada se llama Avenida de Logroño - Canillejas